# Cisternes d'Alió
Les Cisternes d'Alió és una obra del municipi d'Alió (Alt Camp) protegida com a bé cultural d'interès local.

## Descripció
El sistema hidràulic de rec format per dues cisternes de volta de canó i les seves connexions, que s'ubica entre l'avinguda de Montserrat i el camí d'Alió, és una estructura pròpia de l'arquitectura popular d'indrets on l'aigua és escassa. Es tracta, de fet dos dipòsits subterranis per a conservar aigua de pluja. Des de l'exterior, a peu de carrer, només es pot veure l'entrada d'aigua i la de persones, i la part final del sistema hidràulic de rec, format per una construcció que s'utilitza per extreure l'aigua de les cisternes, el seu dipòsit, i també el rec d'obra.
El fet que les cisternes es trobin al bell mig del nucli antic de la població, així com l'existència de dues entrades, una per l'aigua de la pluja i una altra per a persones indueix a pensar que els dipòsits eren destinats també al consum humà, a més del rec dels horts. L'entrada per a persones facilita les tasques de neteja periòdica i retirada de sediments que arrossega l'aigua de la pluja.
La interconnexió de les cisternes es realitza a través d'una connexió situada en un punt relativament elevat de les cisternes amb l'objectiu que els sediments s'acumulin només en una d'elles, per tal de preservar la puresa de l'aigua de l'altra.
Les cisternes estan ubicades una al costat de l'altra i estan comunicades per tal d'usar-les aprofitant el sistema de vasos comunicants. Les parets internes d'ambdues cisternes es troben recobertes per una barreja de calç, terra, òxid de ferro, argila vermella i segurament amb llentiscle, i més concretament el màstic de l'arbust per tal d'ajudar a la impermeabilització. Aquesta és una tècnica usada des d'antic a l'Europa mediterrània.
La cisterna A presenta una planta rectangular de 6,90 m de llargada i 3,14 m d'amplada. L'alçada màxima és de 3,38 m, la línia d'imposta arriba a 2,06 m. La coberta és de volta de canó. El volum interior del dipòsit és de més de 45 m3. La boca de la cisterna és de planta quadrada i es troba al centre d'un dels extrems llargs de la volta. Aquesta obertura serveix per poder treure aigua de la cisterna mitjançant una galleda i fou feta en el moment de construcció d'aquesta.
Pel que fa a la cisterna B, la planta és rectangular de 6,96 m per 2,64 m. L'alçada màxima és de 2,84 m i la línia d'imposta arriba a 2,04 m. La coberta és de volta de canó. El volum interior del dipòsit arriba als 53 m3. En aquest cas la boca també és de planta quadrada, però sembla que va ser oberta amb posterioritat a la construcció de la cisterna.
La construcció podria datar del segle xviii.